# Сернуда, Луис
Луи́с Серну́да Бидо́н или Биду (исп. Luis Cernuda Bidón; 21 сентября 1902, Севилья — 5 ноября 1963, Мехико) — испанский поэт, переводчик, эссеист.

## Биография
Дед с материнской стороны, аптекарь, был выходцем из Франции. Отец — военный. Луис окончил с перерывами юридический факультет Севильского университета. Часто (и не совсем справедливо) причисляется к «поколению 27 года», более известному широкой публике как поколение Ф. Г. Лорки. Однако знаменитое празднование трехсотлетия смерти Луиса де Гонгоры (1927), ставшее для круга Лорки основополагающим актом группового сплочения и литературного самоутверждения, Сернуда пережил лишь одним из зрителей-слушателей. Он дебютировал в этом году книгой лирики «Очертания ветра», и зона его литературных пристрастий как будто бы близка кругу Лорки — это французский сюрреализм. Но он соединяет его с романтическим томлением по недостижимому идеалу и, вместе с тем, с неоклассицистскими античными мотивами (напрямую свести их к биографическому эпизоду гомосексуальной юношеской страсти, наглухо табуированной в тогдашней Испании, разумеется, совершенно недостаточно).
В Гражданской войне Сернуда занимает сторону республиканцев, он пишет стихи в жанре героического романса, ставшие популярными фронтовыми листовками. В 1936 году выпускает первое поэтическое избранное за двадцать лет «Реальность и желание», которое надолго осталось его главной книгой и своего рода визитной карточкой поэта (сборник пополнялся до 1962). В 1938 году Сернуда покидает Испанию. В 1939—1947 годах он преподавал испанскую и английскую филологию в Великобритании (Глазго, Кембридж, Лондон), следующие пять лет — в США, в 1952—1960 годах — в Мексике, где сблизился с Октавио Пасом, затем снова в США.
В 1920—1930-х годах Сернуда перевёл Мольера, Бальзака, Мериме, ряд стихотворений Гёльдерлина, драму У. Шекспира «Троил и Крессида». В изгнании выпустил несколько книг стихотворений, сборники лирической прозы, переводы из английских поэтов, труды о новейшей испанской поэзии и об английской лирике XIX в.

## Поэтика
Развивая достижения Роберта Браунинга, Т. С. Элиота, а также Константиноса Кавафиса, которого он через английские переводы в журнале Элиота The Criterion открыл одним из первых в Европе, Сернуда сделал основой своей зрелой поэтики драматическую сцену или ролевой монолог-маску, исключающие отождествление автора и лирического героя. «Его слово, — писал о Сернуде Октавио Пас, — никогда не действует на нас непосредственно, напрямую: между ним и нами всегда находится взгляд поэта, мысль, которая создаёт дистанцию, чем и порождает подлинную коммуникацию с читателем». Подобная новаторская стратегия внесубъективного высказывания в лирике самым существенным образом повлияла на испанскую поэзию второй половины XX в. (Хосе Анхель Валенте, Хайме Хиль де Бьедма, Франсиско Бринес) и оказалась созвучной поискам таких поэтов разных стран, как У. Х. Оден, Ч. Милош, И. Бродский, З.Херберт и др.

## Сочинения

### Стихи
- Perfil del aire/ Очертания ветра (стихи 1924—1927 гг.).
- Égloga, elegía, oda/ Эклога, элегия, ода (стихи 1927—1928 гг.).
- Un río, un amor/ Река, любовь (1929).
- Los placeres prohibidos/ Запретные отрады (1931).
- Donde habite el olvido/ Где обитает забвенье (стихи 1932—1933 гг.).
- Invocaciones/ Заклинания (стихотворения 1934—1935 гг.).
- Las nubes/ Облака (стихи 1937—1940 гг.).
- Como quien espera el alba/ Как будто в ожидании зари (стихи 1941—1944 гг.).
- Vivir sin estar viviendo/ Жить не живя (стихи 1944—1949 гг.).
- Con las horas contadas/ Последний отсчет (стихи 1950—1956 гг.).
- Desolación de la quimera/ Отчаяние призрачной тени (стихи 1956—1962 гг.)

### Проза
- Ocnos/ Старик Окнос (1942, стихотворения в прозе).
- Tres narraciones/ Три повести (1948)
- Variaciones sobre tema mexicano/ Вариации на мексиканскую тему (1952, стихотворения в прозе)

## Сводные издания
- Poesía completa. Barcelona, 1977;
- Prosa completa. Barcelona, 1975;
- Cartas. Zaragoza, 1979;
- Epistolario inédito. Sevilla, 1981;
- Obra completa. V. 1-3. Madrid, 1993.

## Публикации стихов на русском языке
- Западноевропейская поэзия XX в. М.: Художественная литература, 1977 (Библиотека всемирной литературы);
- Из современной испанской поэзии. М.: Прогресс,1979;
- Земля и песня. М.: Детская литература, 1983
- Жемчужины испанской лирики. М.: Художественная литература, 1984.
- Бессмертен подвиг ваш. М.: Художественная литература, 1986
- Война начиналась в Испании. М.: Радуга, 1986
- Рассветная река. Пер. Б.Дубина// Иностранная литература. 1995, № 1
- Стихи. Пер. Н.Ванханен// Иностранная литература, 1997, № 1

## Литература

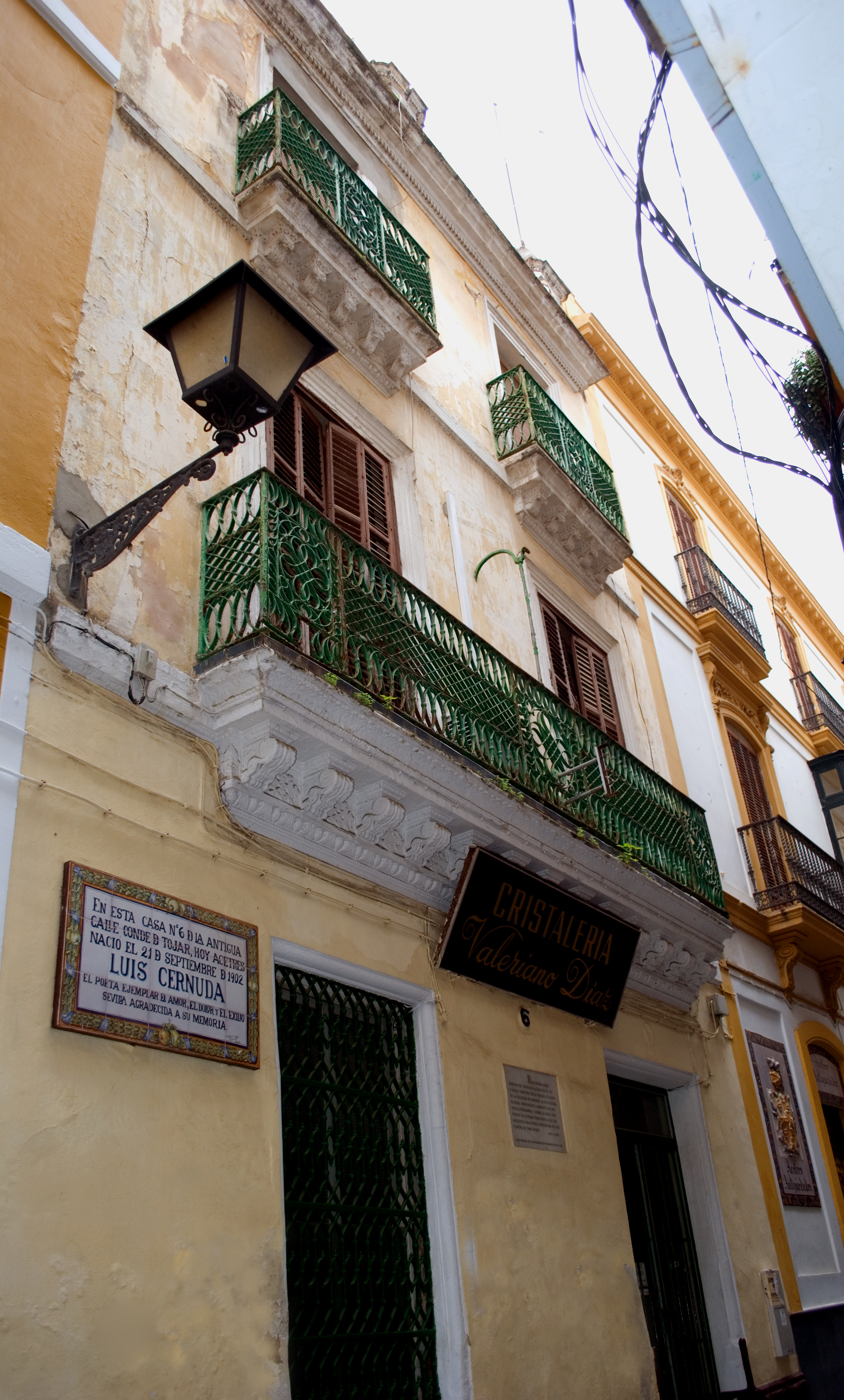
Дом в Севилье, в котором родился Луис Сернуда